# Fijiglasögonfågel
Fijiglasögonfågel (Zosterops explorator) är en fågel i familjen glasögonfåglar inom ordningen tättingar.

## Utseende och läte
Fijiglasögonfågeln är liten citrongul fågel med ljust beigegrå buk, en tydlig vit ring runt ögat och en svart linje från ögat till den mörka näbben. Arten liknar gråryggig glasögonfågel men denna har just grå rygg och persikofärgad undersida. Bland lätena hörs mycket ljusa "seee" och "seeu-seeu".

## Utbredning och systematik
Fågeln förekommer endast i Fiji, på öarna Viti Levu, Ovalau, Gau, Vanua Levu, Taveuni och Kadavu. Den behandlas som monotypisk, det vill säga att den inte delas in i några underarter.

## Status och hot
Arten har ett stort utbredningsområde, men tros minska i antal, dock inte tillräckligt kraftigt för att den ska betraktas som hotad. Internationella naturvårdsunionen IUCN listar arten som livskraftig (LC).